# Acanthorhynchus superciliosus
Acanthorhynchus superciliosus là một loài chim trong họ Meliphagidae.

## Hình ảnh

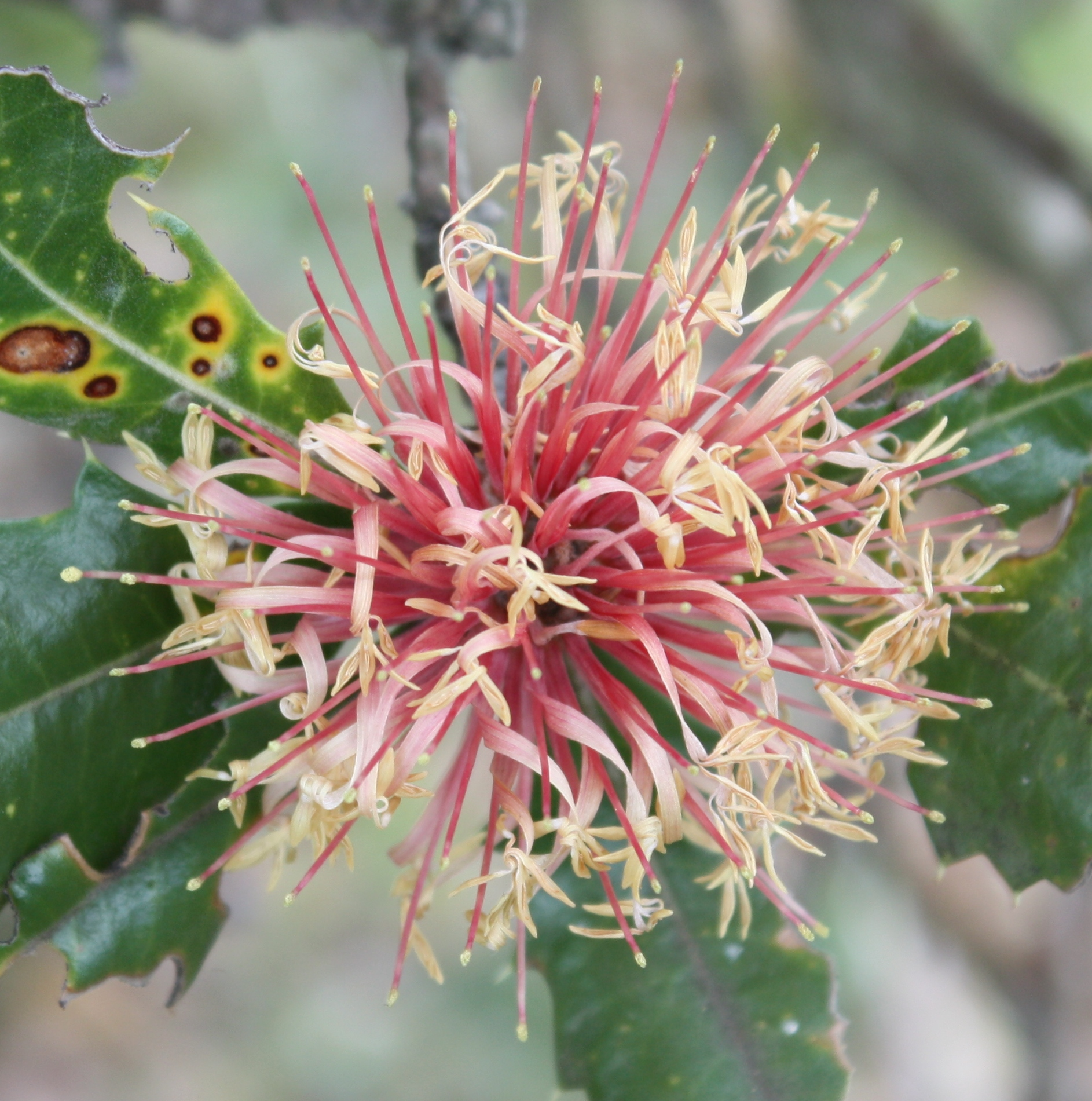